# Mutiara (Bandar)
Mutiara is een bestuurslaag in het regentschap Bener Meriah van de provincie Atjeh, Indonesië. Mutiara telt 1139 inwoners (volkstelling 2010).